# Spadella
Spadella is een geslacht in de taxonomische indeling van de pijlwormen. Het dier behoort tot de familie Spadellidae. Spadella werd in 1880 beschreven door Langerhans.